# Strömsörs herrgård
Strömsörs herrgård var en herrgård vars huvudbyggnad ursprungligen stod på Storgatan i Skellefteå. Herrgården omfattade hemmanen 6 och 8 i Norrböle by, den del som är nuvarande Älvsbacka. 

## Historik
Huvudbyggnaden uppfördes av häradshövdingen Carl Göran Furtenbach omkring 1770 och han var där bosatt fram till 1792. På egendomen startade han Strömsöhrs Lant Egendom. År 1804 användes delar av marken som tillfälligt skeppsvarv vid byggandet av skeppet Sophia som byggdes till Johan Israel Idman i Jakobstad.
Senare bosatte sig Furtenbachs son Carl Olof Furtenbach på herrgården. Herrgården tvingades han sälja 1836. Köpare var skeppsbyggarmästaren Nicanor Sandström och kapten Jonas Petter Pettersson. De uppförde ett varv, Strömsörs varv, på ägorna. Verksamheten var i drift 1836 till 1857. Sandström köpte ut Pettersson 1838 och samma år byggde Sandström en helt ny huvudbyggnad på herrgården. Huvudbyggnaden byggdes därefter ut 1840 med en flygel på änden av byggnaden och 1850 med ytterligare en flygel på den andra änden. År 1847 sålde Sandström både varvet och ägorna till Seth Michael Franzén. Tio år senare såldes egendomen och varvet till den danske vicekonsuln och bankdirektören Olov Christian Häggbom (1826-1892). Året därpå brann dock varvet ned och återuppbyggdes inte.
Efter att han anställt trädgårdsmästaren Erik Säfström (1834–1922) från Stockholm 1859 lät Häggbom anlägga en stor trädgård och en park runt huvudbyggnaden och på udden söder om gården. Strömsör övertogs 1892–93 av Häggboms son Erik Helmer Häggbom.
Området övergick till stadsbebyggelse i början av 1900-talet då Viktoriaesplanaden började bebyggas. Huvudbyggnaden flyttades då till dess nuvarande plats och 1908 köptes herrgården av Skellefteå stad. När Skellefteå stadsförsamling bildades 1913 blev huvudbyggnaden kyrkoherdeboställe. 
År 1924 byggde Skellefteå stad stadens första växthus på området och 1949 delades huvudbyggnaden; det äldsta mittpartiet flyttades längre ner i trädgården medan de två flyglarna flyttades ihop och blev pastorsexpedition. År 2001 såldes prästgården till en privat ägare.
På herrgården har även funnits tennisbana och en kavaljersbostad.

## Huvudbyggnaden
Huvudbyggnaden (Prästbostaden) är en herrgårdsliknande byggnad. Den är uppförd i två våningar med stående slätspåntad panel och tegeltäckt, valmat sadeltak. Byggnaden är symmetriskt uppbyggd. Entrén är centralt placerad mot norr. Byggnaden har två skorstenar och jämn fönstersättning. Panelens arkitektur är stram då syftet var att den skulle efterlikna ett stenhus. Flygelbyggnaden är anpassad till huvudbyggnaden och har en liknande fasadbehandling som huvudbyggnaden.

## Kavaljersbostaden
Kavaljersbostaden uppfördes på herrgården i början av 1800-talet. Det var en flygel till huvudbyggnaden. Namnet kom av att där bodde lite "finare" folk. 
År 1919 revs den rundloge som stod på egendomen, den låg norr om Storgatan. Timret från rivningen användes till att bygga på en våning på Kavaljersbostaden samma år. Byggnaden inhyser numer lägenheter och ägs sedan 1983 av Skelleftebostäder (Skebo). Byggnaden är q-märkt.

## Strömsörs varv
Till Strömsörs herrgård hörde fram till 1858 ett varv, Strömsörs varv. Varvet låg vid det som numer utgörs av Varvsgatan och dess gamla förtöjningsplats har utvecklats till det som senare blev Manhemskajen, tidigare även kallad nedre kajen.
Varvet grundades 1836 av skeppsbyggmästaren Nicanor Sandström  och kapten Jonas Petter Petersson. Efter flera ägarbyten brann både varvet och det pågående bygget ner nyårsnatten 1858. Totalt byggdes 22 skepp vid varvet. Sandström var skeppsbyggnadsmästare för majoriteten av dessa.
Efter att varvet lades ner blev förtöjningsplatsen en viktig förtöjningsplats för båtar med varor till staden. Dess betydelse minskade dock när järnvägen anlagts. Den sista fraktbåten, Valde som tillhörde AB Svenska Shell, angjorde kajen 1946 och i juni 1956 gick den sista älvsbåten dit, ångfartyget Signe. Därefter nyttjas kajen som vinterförvaring och förtöjningsplats för fritidsbåtar. År 2019 drevs den som småbåtshamn av Guldstadens båtklubb.